# 1963-as szkopjei földrengés
Az 1963-as szkopjei földrengés 1963. július 26-án 04:17-kor következett be Szkopjében. A 6,1-es erősségű rengés következtében 1000–1100 fő vesztette életét, 3–4000 fő sérült meg, 200 000 fő vált hajléktalanná, ugyanakkor a város épületeinek több mint 75 százaléka súlyosan megrongálódott. A rengés mintegy 20 másodpercig tartott és a Vardar folyó mentén volt érezhető.
A földrengést követően összesen 78 országból érkeztek pénzadományok, mentőcsapatok, építőmunkások és gyógyszerek a világ több pontjáról.